# Hoved Island
Hoved Island är en ö i Kanada.   Den ligger i territoriet Nunavut, i den nordöstra delen av landet, 3 600 km norr om huvudstaden Ottawa. Arean är 118 kvadratkilometer.
Terrängen på Hoved Island är lite kuperad. Öns högsta punkt är 374 meter över havet. Den sträcker sig 14,8 kilometer i nord-sydlig riktning, och 17,4 kilometer i öst-västlig riktning.
Trakten runt Hoved Island består i huvudsak av gräsmarker.